# Anna Auvinen
Anna Emilia Auvinen (Pieksämäki, 2 marzo 1987) è una calciatrice finlandese, difensore della nazionale finlandese.

## Carriera

### Club
Nata a Pieksämäki, nella Finlandia centro-meridionale, nel 1987, è cresciuta nel settore giovanile del SAPA, rimanendovi fino al 2002.
Nel 2003 è passata in prima squadra al KMF, rimanendovi fino al 2007, giocando 22 volte e segnando 9 gol.
Dal 2008 al 2010 ha giocato nel NiceFutis, collezionando 66 presenze e 41 reti.
Nel 2011 è ritornata al KMF, esordendo il 10 aprile, alla 1ª di campionato, partendo titolare e segnando al 49' la rete del definitivo 1-1 sul campo dell'Ilves. Ha terminato dopo 1 stagione con 27 gare giocate e 17 gol segnati.
L'anno successivo si è trasferita all'Honka, debuttando il 14 aprile 2012, alla 1ª di campionato, titolare nello 0-0 interno contro il NiceFutis, sua ex squadra. Ha realizzato le sue prime reti il 21 aprile, segnando una doppietta nel 2-0 in trasferta contro il TPS del turno successivo. Nel 2014 e 2015 ha vinto la Coppa nazionale, mentre nel 2017 il campionato. Il 7 agosto 2018 ha esordito in Women's Champions League, titolare nel pareggio per 1-1 contro le lituane del Gintra Universitetas, nel turno preliminare. 3 giorni dopo, il 10 agosto, ha segnato il primo gol nella competizione internazionale, realizzando il definitivo 5-0 al 64' contro le bulgare dell'NSA Sofia. Ha chiuso dopo 7 stagioni con 168 presenze e 24 reti.
Ad inizio 2019 ha cambiato squadra, passando all'HJK, esordendo il 23 marzo, alla 1ª di campionato, giocando titolare nel successo esterno per 5-2 contro l'ONS. Nel turno successivo, il 30 marzo, in casa con il TiPS ha realizzato il suo primo gol, quello del 2-0 al 40' in una gara vinta per 2-1. Ha terminato dopo 14 gare e 5 gol, vincendo la Coppa di Finlandia 2018-2019.
Nell'estate 2019 si è trasferita per la prima volta all'estero, firmando con le italiane dell'Inter, in Serie A.

### Nazionale
Nel 2004 ha giocato 2 gare con la nazionale Under-19.
Ha debuttato in nazionale maggiore il 7 aprile 2017, giocando titolare nell'amichevole in trasferta a Pruszków contro la Polonia, persa per 1-0.

## Statistiche

### Presenze e reti nei club
Statistiche aggiornate al 15 maggio 2022.
| Stagione        | Squadra         | Campionato      | Campionato | Campionato | Coppe nazionali | Coppe nazionali | Coppe nazionali | Coppe continentali | Coppe continentali | Coppe continentali | Altre coppe | Altre coppe | Altre coppe | Totale | Totale |
| Stagione        | Squadra         | Comp            | Pres       | Reti       | Comp            | Pres            | Reti            | Comp               | Pres               | Reti               | Comp        | Pres        | Reti        | Pres   | Reti   |
| --------------- | --------------- | --------------- | ---------- | ---------- | --------------- | --------------- | --------------- | ------------------ | ------------------ | ------------------ | ----------- | ----------- | ----------- | ------ | ------ |
| 2019-2020       | Inter           | A               | 16         | 0          | CI              | 1               | 0               | -                  | -                  | -                  | -           | -           | -           | 17     | 0      |
| 2020-2021       | Inter           | A               | 16         | 0          | CI              | 1               | 0               | -                  | -                  | -                  | -           | -           | -           | 17     | 0      |
| Totale Inter    | Totale Inter    | Totale Inter    | 32         | 0          | -               | 2               | 0               | -                  | -                  | -                  | -           | -           | -           | 34     | 0      |
| 2021-2022       | Sampdoria       | A               | 19         | 0          | CI              | 3               | 0               | -                  | -                  | -                  | -           | -           | -           | 22     | 0      |
| Totale carriera | Totale carriera | Totale carriera | 51         | 0          | -               | 5               | 0               | -                  | -                  | -                  | -           | -           | -           | 56     | 0      |

## Palmarès

### Club

#### Competizioni nazionali
- Campionato finlandese: 1

Honka: 2017
- Coppa di Finlandia: 3

Honka: 2014, 2015
HJK: 2018-2019